# 1688
1688 (MDCLXXXVIII) a fost un an bisect al calendarului gregorian, care a început într-o zi de marți.

## Evenimente

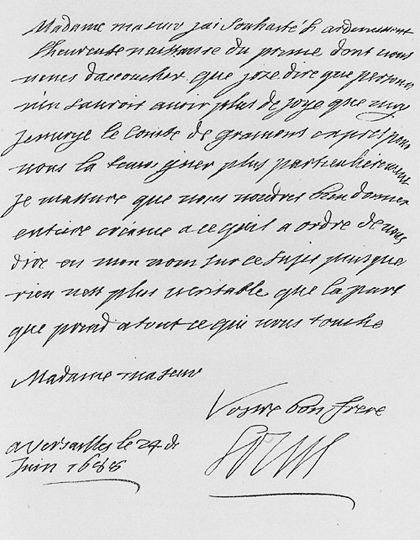
Scrisoare a regelui Ludovic al XIV-lea al Franței din anul 1688.

- 9 mai: Tratatul de la Făgăraș: Transilvania devine protectorat austriac.
- 28 octombrie: În Țara Românească începe domnia lui Constantin Brâncoveanu (până în 1714), nepot de soră a domnitorului Șerban Cantacuzino.
- 10 noiembrie: S-a terminat tipărirea Bibliei de la București, în limba română. Textul a fost definitivat la inițiativa domnitorului Șerban Cantacuzino, de către frații Șerban și Radu Greceanu, împreună cu alte ajutoare.

#### Nedatate
- Biblia de la București. Prima traducere completă a Bibliei, în română, cu caractere chirilice, sub patronajul lui Șerban Cantacuzino.
- Estul Banatului este cucerit de generalul imperial Veterani.
- Garnizoana cetății Timișoara se răzvrătește împotriva autorităților otomane.

## Nașteri
- 23 ianuarie: Ulrica Eleonora a Suediei, regină a Suediei (d. 1741)
- 29 ianuarie: Emanuel Swedenborg, om de știință suedez (d. 1772)
- 4 februarie: Pierre de Marivaux, dramaturg, prozator francez (d. 1763)
- 7 februarie: Marie Louise de Hesse-Kassel, Prințesă consort de Orania (d. 1765)
- 19 aprilie: Ernest Augustus I, Duce de Saxa-Weimar-Eisenach (d. 1748)
- 21 mai: Alexander Pope, poet englez (d. 1744)
- 30 iunie: Georg Friedrich Karl, Margraf de Brandenburg-Bayreuth (d. 1735)
- 14 august: Frederic Wilhelm I al Prusiei (d. 1740)
- 17 septembrie: Maria Louisa de Savoia, prima soție a regelui Filip al V-lea al Spaniei (d. 1714)

## Decese
- 25 august: Henry Morgan, 52 ani, pirat englez (n. 1635)
- 31 august: John Bunyan, 60 ani, scriitor și predicator baptist englez (n. 1628)
- 29 octombrie: Șerban Cantacuzino, 48 ani, domn al Țării Românești (n. 1640)